# Unierade presbyterianska kyrkan
Unierade presbyterianska kyrkan (United Presbyterian Church) var en reformert kyrka i Skottland bildad 1847 genom samgående mellan United Associate Synod of the Secession Church och 118 av de 136 församlingarna tillhörande Synod of Relief. 
År 1900 gick den unierade kyrkan ihop med Free Church of Scotland och bildade United Free Church of Scotland.

## Secession Church
1712 antog det brittiska parlamentet en Patronage Act som fastslog att det inte var församlingarna utan adeln och andra herremän som hade rätt att tillsätta präster inom den Skotska kyrkan.
Det skapade stora motsättningar inom kyrkan och i november 1733 avskedades fyra präster som offentligt tagit avstånd från patronatsystemet.
Dessa fyra grundade då ett eget presbyterium som vann stor anslutning i många församlingar. 1745 slöt 45 församlingar sig samman i en Associate Synod.
1747 splittrades denna synod, i synen på den ed som borgare (Burghers) i städerna tvingades svära, i två grupper: Burghers och Anti-Burghers.
Dessa båda grupper kom snart (Burghers 1798 och Anti-Burghers 1806) att splittras inbördes i var sin "Auld Licht-" (konservativa kalvinister) och "New Lichtfraktion" (mer teologiskt liberala).
1820 gick de båda New Licht-grupperna ihop i en United Associate Synod of the Secession Church.
Stora delar av Auld Licht-gruppen bildade 1822 United Original Secession Church.

## Synod of Relief
1752 uteslöts prästen Thomas Gillespie ur den Skotska kyrkan sedan han vägrat att tillsätta en präst som församlingsmedlemmarna inte ville ha. Han följdes av flera präster som 1761 slöt sig samman i Presbytery of Relief. 
Många församlingar följde dem och bildade en synod 1773.
Prästen Patrick Hutchison utgav 1779 en skrift i vilken han försvarade synodens trosuppfattningar och 1794 gav han ut en psalmbok som kom att användas inom rörelsen.
1824 öppnade man en egen teologisk skola och 1847 var 136 församlingar anslutna till synoden.